# Матида, Ко
Ко Матида (яп. 町田 康 Матида Ко:, род. 15 января 1962 года) — японский писатель, поэт, актёр и панк-вокалист. Настоящее имя — Ясуси Матида (町田康); также использовал сценический псевдоним Матидзо Матида (町田町蔵).
Родился в пригороде Осаки. Начинал как вокалист в созданной им в 1981 году панк-группе «INU» («Псы»). После распада «INU» участвовал в ряде других панк-групп. Став известным, неоднократно снимался в кино (в экспериментальных фильмах Кодзи Вакамацу, Сого Исии и других режиссёров, а также в телесериалах). Как писатель дебютировал в 1996 году с «Плачем жены бонзы» (くっすん大黒, номинация на премию Акутагавы). До этого пробовал себя в основном как поэт-песенник. После награждения в 2000 году премией Акутагавы, которой были удостоены его «Обрывки» (きれぎれ), сосредоточился на литературной деятельности.
Произведения отличаются ярким самобытным стилем, социальная критика и поэтика маргинального и дна в них пересекается с чёрным юмором, литературой нонсенса и фарсом в духе Анго Сакагути. Считается возродившим сам жанр декадентского сисёсэцу первой половины XX века, представленной работами таких авторов, как Исота Камура и Сюко Тикамацу. Также испытал влияние Сакуноскэ Ода, жанров ракуго и дзидайгэки. Основные сочинения: сборник стихов «Сорок восемь водопадов на земляном полу» (土間の四十八滝, 2001, премия Сакутаро Хагивары), рассказ «Танцующий Будда» (権現の踊り子, 2003, премия Кавабаты), романы «Исповедь» (告白, 2005, премия Танидзаки) и «Гостиничное паломничество» (宿屋めぐり, 2008, премия Номы). На русский язык не переводился.